# Triepeolus mexicanus
Triepeolus mexicanus är en biart som först beskrevs av Cresson 1878.  Triepeolus mexicanus ingår i släktet Triepeolus och familjen långtungebin. Inga underarter finns listade i Catalogue of Life.